# Site médiéval de Salavas
Le site médiéval de Salavas est un site archéologique situé à Salavas, en France.

## Description du site de La Gleizasse
Sur le site archéologique de La Gleizasse (nommé "La Gleysasse" sur la notice des monuments historiques de la Base Mérimée et du Ministère de la Culture) se trouvent les ruines des deux églises Saint-Julien et Saint-Jean, de la chapelle Sainte-Anne et les restes d'un très ancien cimetière.

## Localisation
Le site archéologique est situé sur la commune de Salavas, dans le département français de l'Ardèche, le long de la Voie Antonin-le-Pieux.

## Historique
Onze campagnes de fouilles se sont succédé entre 1978 et 1988. Elles ont été menées par le Dr. Maurice Laforgue, correspondant des Antiquités Historiques de la Région Rhône-Alpes et le Commandant Robert (Joseph-Robert) Helming. La Société d'Etudes et de Recherches Archéologiques de Vagnas et de multiples bénévoles ont participé aux fouilles.
L'édifice est inscrit au titre des monuments historiques en 1981.